# Степанов, Николай Лаврентьевич
Никола́й Лавре́нтьевич Степа́нов (21 апреля 1911 год — 9 июля 1982 год) — советский артист цирка, акробат, режиссёр, педагог. Заслуженный деятель искусств РСФСР (1969).

## Биография
Детские годы провёл в Сокольниках на окраине Москвы. Как многие мальчишки, занимался неесколькими видами спорта, в том числе боксом, гимнастикой, акробатикой. Начав работать слесарем, по вечерам был слушателем государственных курсов «Искусство движения» под руководством В. Цветаевой, которые окончил в 1930 году. Параллельно на пару с братом выступал с акробатическими номерами на открытых площадках в парках, в рабочих и студенческих клубах.
Увлечение цирком привело его в Техникум циркового искусства, который окончил в 1933 году. Став артистом, отныне выступал на манеже. Попал в молодёжную труппу, с которой гастролировал по всей стране, участвовал в номерах акробатов-эксцентриков, акробатов-вольтижёров, плечевых акробатов. В течение нескольких лет был участником и руководителем номера «Акробаты на подкидных досках», ставшего со временем труппой «Инго».
После травмы, перенесённой в 1939 году, выступал в жанре мнемотехники, руководил 6-м цирковым коллективом.
С началом войны ушёл в Красную армию добровольцем. По окончании школы связистов служил радистом. Участник Сталинградской битвы, освобождения Украины, Прибалтики и Польши, прошёл путь от сержанта до старшины. Демобилизовался в октябре 1945 года.
С 1945 года работал тренером в спортивных обществах, преподавал в Студии акробатики и клоунады при Московском цирке. Как режиссёр ставил номера в Государственном училище циркового и эстрадного искусства, московской группе «Цирк на сцене».
с 1960 года — режиссёр Центральной студии циркового искусства. Создал более 60 акробатических и гимнастических номеров (Солохины, Газарян, Быковские, Орлова и Карпи), также работал с коллективами «Цирк на воде», «Цирк на льду», «Балет на льду», «Молодёжный коллектив», Цирк лилипутов.
Является автором ряда оригинальных номеров и конструкций цирковых приспособлений.

## Фильмография
- 1930 — Лягавый — Петька Снегирь (фильм не сохранился)
- 1957 — Гуттаперчевый мальчик — эпизод

## Почётные звания
- заслуженный деятель искусств РСФСР (1969)[2].